# Kanton Orgères-en-Beauce
Kanton Orgères-en-Beauce (francouzsky Canton d'Orgères-en-Beauce) je francouzský kanton v departementu Eure-et-Loir v regionu Centre-Val de Loire. Tvoří ho 17 obcí.

## Obce kantonu
- Baigneaux
- Bazoches-en-Dunois
- Bazoches-les-Hautes
- Cormainville
- Courbehaye
- Dambron
- Fontenay-sur-Conie
- Guillonville
- Loigny-la-Bataille
- Lumeau
- Nottonville
- Orgères-en-Beauce
- Péronville
- Poupry
- Terminiers
- Tillay-le-Péneux
- Varize